# Sait Karafırtınalar
Sait Karafırtınalar (* 1. Juni 1969 in Izmir) ist ein ehemaliger türkischer Fußballspieler und jetziger Fußballtrainer.

## Spielerkarriere
Karafırtınalar kam 1969 in Izmir auf die Welt und begann hier mit dem Vereinsfußball in der Jugend von Bucaspor. In den Achtzigern wurde er dann in die Profimannschaft aufgenommen und war für diese bis zum Ende der Saison 1993/94 tätig.
Anschließend wechselte er zu Turgutluspor. Nach einem Jahr bei Turgutluspor spielte er etwa zehn Spielzeiten lang bei diversen Vereinen der Ägäisregion in den unteren türkischen Ligen und beendete im Sommer 2002 seine aktive Laufbahn.

## Trainerkarriere
Nach seiner aktiven Laufbahn entschied er sich, Fußballtrainer zu werden. Zuerst arbeitete er ab Sommer 2003 als Nachwuchstrainer bei Bucaspor. Anschließend übernahm er im Sommer 2005 als Cheftrainer Denizli Belediyespor. Die nachfolgenden Jahre arbeitete er als Nachwuchs- und Co-Trainer bei Bucaspor. Lediglich 2010 übernahm er kurzfristig den Co-Trainerposten bei Göztepe Izmir.
Am 14. April 2011 wurde er als neuer Cheftrainer beim stark abstiegsbedrohten Bucaspor vorgestellt und ersetzte den zurückgetretenen Samet Aybaba. Er übernahm den Verein in den Abstiegsrängen und schaffte es, dass der Verein noch bis zum letzten Spieltag Hoffnungen auf den Klassenerhalt hatte.
In der TFF-1. Lig-Saison 2011/12 belegte er mit seiner Mannschaft den zwölften Tabellenplatz. Während der Saison konnte er vielen jungen Spielern wie Salih Uçan, Abdulkadir Özgen, Emre Güral und Efe Özarslan zu ihren Durchbrüchen verhelfen. Diese Spieler konnten zum Saisonende gewinnbringend an diverse Süper-Lig-Vereine verkauft werden. Am 20. Juni 2013 gab Karafırtınalar seinen Rücktritt bekannt. Wenige Wochen nach seinem Rücktritt wurde sein Vertrag mit Bucaspor aufgelöst. Nach dieser Vertragsauflösung unterschrieb er beim Stadt- und Ligakonkurrenten Karşıyaka SK einen Dreijahresvertrag. Ende Dezember 2013 trennte er sich von diesem Verein nach gegenseitigem Einvernehmen.
Zum Sommer 2014 übernahm er wieder seinen vorherigen Verein Bucaspor als Cheftrainer. Zur Rückrunde trat er von seinem Amt zurück und wurde durch seinen Vorgänger Mustafa Bahadır ersetzt.
Im März 2016 übernahm er den stark abstiegsbedrohten Zweitligisten Kayseri Erciyesspor, verfehlte mit ihm den Klassenerhalt und trennte sich daraufhin von diesem. Im Oktober 2016 wurde er bei Manisaspor als neuer Cheftrainer verpflichtet. Diesen Klub trainierte er bis zum Oktober 2017 und übernahm paar Wochen nach seinem Abschied den Ligarivalen Boluspor.

## Erfolge

### Als Spieler
Mit Bucaspor
- Meister der TFF 2. Lig und Aufstieg in die TFF 1. Lig: 1989/90